# 10 µm
10 µm (ou encore 10 000 nm) est la dimension caractéristique d'un procédé de fabrication des semi-conducteurs. Cette technologie a été atteinte par Intel, le principal fabricant de semi-conducteurs dans les années 1971-1972.
Le successeur de ce procédé utilise une largeur de canal de 3 µm.

## Produits fabriqués avec un procédé à 10 µm

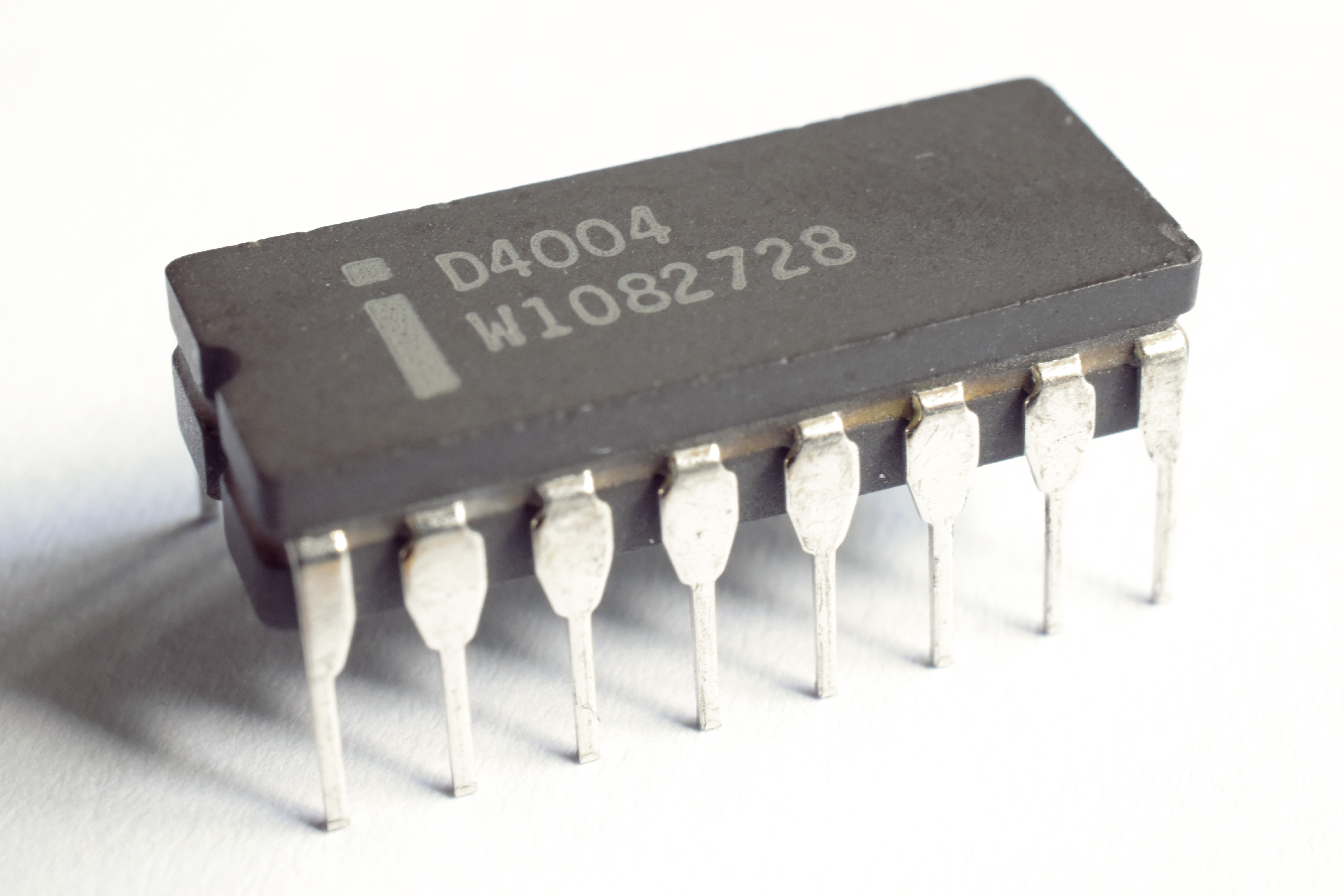
Le processeur 4004

- CPU Intel 4004 lancé en 1971, premier microprocesseur fabriqué avec ce procédé.
- CPU Intel 8008 lancé en 1972.